# 贝尼略瓦
贝尼略瓦，是西班牙巴伦西亚自治区阿利坎特省的一个市镇。总面积10km2，总人口903人（2001年），人口密度90人/km2。